# Systoechus microcephalus
Systoechus microcephalus är en tvåvingeart som först beskrevs av Friedrich Hermann Loew 1855.  Systoechus microcephalus ingår i släktet Systoechus och familjen svävflugor. Inga underarter finns listade i Catalogue of Life.